# 浜松市リハビリテーション病院
浜松市リハビリテーション病院（はままつしリハビリテーションびょういん）は静岡県浜松市中央区にある病院である。浜松市病院事業の設置等に関する条例（昭和48年3月30日浜松市条例第16号）に基づき浜松市が開設し、指定管理者として社会福祉法人聖隷福祉事業団が管理を行う。

## 沿革
静岡県西部地区のリハビリテーション医療の中核病院として、地域ニーズに即した医療展開をしている。
- 1945年（昭和20年）12月 - 大日本帝国陸軍病院として使用されていたが、敗戦後の陸軍解体に由り改称し、国立浜松病院として発足する。
- 1999年（平成11年）12月 - 浜松市に病院が移譲され、浜松市リハビリテーション病院が開設される。
- 2008年（平成20年）4月 - 聖隷福祉事業団が浜松市より指定管理者としての指定を受け運営管理を開始した。
- 2014年（平成26年）4月 - 診療科目に歯科が加わる[1]。
- 2024年（令和6年）7月 - 診療科目に脳神経外科が加わる[2]。

## 診療科目
- 内科
- 整形外科
- 脳神経外科
- リハビリテーション科
- 歯科

## 交通アクセス
- 浜松駅バスターミナル14番のりばから遠鉄バス51泉高丘線または58和合西山線（せいれい病院経由）、もしくは16番のりばから遠鉄バス48和合西山線（下池川町経由）に乗車し「浜松リハビリ病院」バス停にて下車（所要時間約15分）。